# Georges de Beauregard
Georges de Beauregard (23 de diciembre de 1920–10 de septiembre de 1984) fue un productor cinematográfico de nacionalidad francesa, conocido por trabajar por numerosos directores pertenecientes a la nouvelle vague. En 1968 formó parte del jurado del 18.º Festival Internacional de Cine de Berlín. Recibió en 1984 un Premio César honorario.

## Biografía
Nacido en Marsella, Francia, su nombre completo era Georges Raoul Edgard Denis de Beauregard. Estudiante de derecho, hizo su servicio militar durante la Segunda Guerra Mundial, entrando después a formar parte de la Resistencia. Finalizada la contienda se hizo periodista, fundando en 1947 la Agence Universel Presse. Después trabajó en la exportación de cine, trabajando como productor en España, con dos filmes de Juan Antonio Bardem, Muerte de un ciclista (1955) y Calle Mayor (1956). Produjo también las primeras películas de Pierre Schoendoerffer, y trabajó además con los directores de la nouvelle vague Jean-Luc Godard, Jacques Rozier, Jacques Demy, Agnès Varda, Claude Chabrol, Jacques Rivette y Éric Rohmer, colaborando también con Luc Moullet, Jean-Pierre Melville, Claude Berri y Bertrand Tavernier. 
En 1960 fundó la sociedad Rome-Paris-Films (con Carlo Ponti), y en 1970 Bela Productions. 
En marzo de 1984, en la ceremonia de los Premios César 1984, recibió un César Honorífico por el conjunto de su carrera. Georges de Beauregard falleció unos meses más tarde en Neuilly-sur-Seine, Francia.

## Filmografía
- 1955 : Muerte de un ciclista, de Juan Antonio Bardem
- 1956 : Calle Mayor, de Juan Antonio Bardem
- 1958 : La Passe du diable, de Jacques Dupont y Pierre Schoendoerffer (documental)
- 1959 : Ramuntcho, de Pierre Schoendoerffer
- 1959 : Pêcheur d'Islande, de Pierre Schoendoerffer
- 1960 : Un steak trop cuit, de Luc Moullet (corto)
- 1960 : À bout de souffle, de Jean-Luc Godard
- 1961 : Lola, de Jacques Demy
- 1961 : Une femme est une femme, de Jean-Luc Godard
- 1961 : Léon Morin, prêtre, de Jean-Pierre Melville
- 1962 : Cleo de 5 a 7, de Agnès Varda
- 1962 : L'Œil du Malin, de Claude Chabrol
- 1962 : El confidente, de Jean-Pierre Melville
- 1962 : Adieu Philippine, de Jacques Rozier
- 1963 : Le Petit Soldat, de Jean-Luc Godard
- 1963 : Landru, de Claude Chabrol
- 1963 : Les Carabiniers, de Jean-Luc Godard
- 1963 : El desprecio, de Jean-Luc Godard
- 1964 : La Chance et l'amour, de Claude Berri, Charles L. Bitsch, Jean-François Hauduroy, Bertrand Tavernier y Bernard Toublanc-Michel
- 1965 : Sangre en Indochina, de Pierre Schoendoerffer
- 1965 : Marie-Chantal contre le docteur Kha, de Claude Chabrol
- 1965 : Pierrot el loco, de Jean-Luc Godard
- 1965 : Le Vampire de Düsseldorf, de Robert Hossein
- 1966 : Suzanne Simonin, la Religieuse de Diderot, de Jacques Rivette
- 1966 : La Ligne de démarcation, de Claude Chabrol
- 1966 : Made in USA, de Jean-Luc Godard
- 1967 : Lamiel, de Jean Aurel
- 1967 : La coleccionista, de Éric Rohmer
- 1969 : L'Amour fou, de Jacques Rivette
- 1969 : Quarante-huit heures d'amour, de Jacques Laurent
- 1970 : Le Petit Bougnat, de Bernard Toublanc-Michel
- 1970 : Le Mur de l'Atlantique, de Marcel Camus
- 1972 : Le Bar de la fourche, de Alain Levent
- 1973 : Prêtres interdits, de Denys de La Patellière
- 1974 : Gross Paris, de Gilles Grangier
- 1975 : Numéro deux, de Jean-Luc Godard
- 1977 : Le Crabe-tambour, de Pierre Schoendoerffer
- 1980 : La Légion saute sur Kolwezi, de Raoul Coutard
- 1980 : Tout dépend des filles..., de Pierre Fabre
- 1980 : Le Cheval d'orgueil, de Claude Chabrol
- 1982 : L'Honneur d'un capitaine, de Pierre Schoendoerffer